# 愛知県道・岐阜県道11号豊田明智線
愛知県道・岐阜県道11号豊田明智線（あいちけんどう・ぎふけんどう11ごう とよたあけちせん）は、愛知県豊田市平戸橋町から岐阜県恵那市明智町に至る県道（主要地方道）である。

## 概要
愛知県豊田市の平戸大橋（国道153号交点）から北上して、猿投グリーンロード 枝下ICに接続し、岐阜県恵那市明智町（国道363号交点）に至る。
途中の恵那市串原地区までは矢作川の西岸を通る。また、途中に猿投グリーンロード枝下ICもある。

### 路線データ
- 起点：愛知県豊田市平戸橋町（平戸大橋西交差点、国道153号交点）
- 終点：岐阜県恵那市明智町（新町交差点、国道363号交点）
- 総距離：約38 km

## 歴史
- 1971年（昭和46年）6月26日 - 建設省（現・国土交通省）が主要地方道に指定。
- 1972年5月4日 認定
- 1993年（平成5年）5月11日 - 建設省から、主要県道豊田明智線が豊田明智線として主要地方道に再指定される[1]。
- 2020年（令和2年）3月31日 - 国道153号の路線変更に伴い、県道豊田明智線の起点が平戸橋西交差点から平戸大橋西交差点に変更される。（路線延長 約0.35km）[2]

## 路線状況

### 重複区間
- 愛知県道33号瀬戸設楽線（豊田市下川口町水汲 - 豊田市上川口町梨ノ木）
- 愛知県道58号名古屋豊田線（愛知県豊田市平戸橋町・平戸大橋西交差点 - 平戸橋西交差点）
- 愛知県道355号島崎豊田線（豊田市笹戸町 - 豊田市有間町）
- 愛知県道19号土岐足助線（豊田市小渡町七升蒔 - 豊田市下切町下切）
- 愛知県道20号瑞浪大野瀬線（豊田市浅谷町）

## 地理

### 通過する自治体
- 愛知県
  - 豊田市
- 岐阜県
  - 恵那市

### 交差する道路

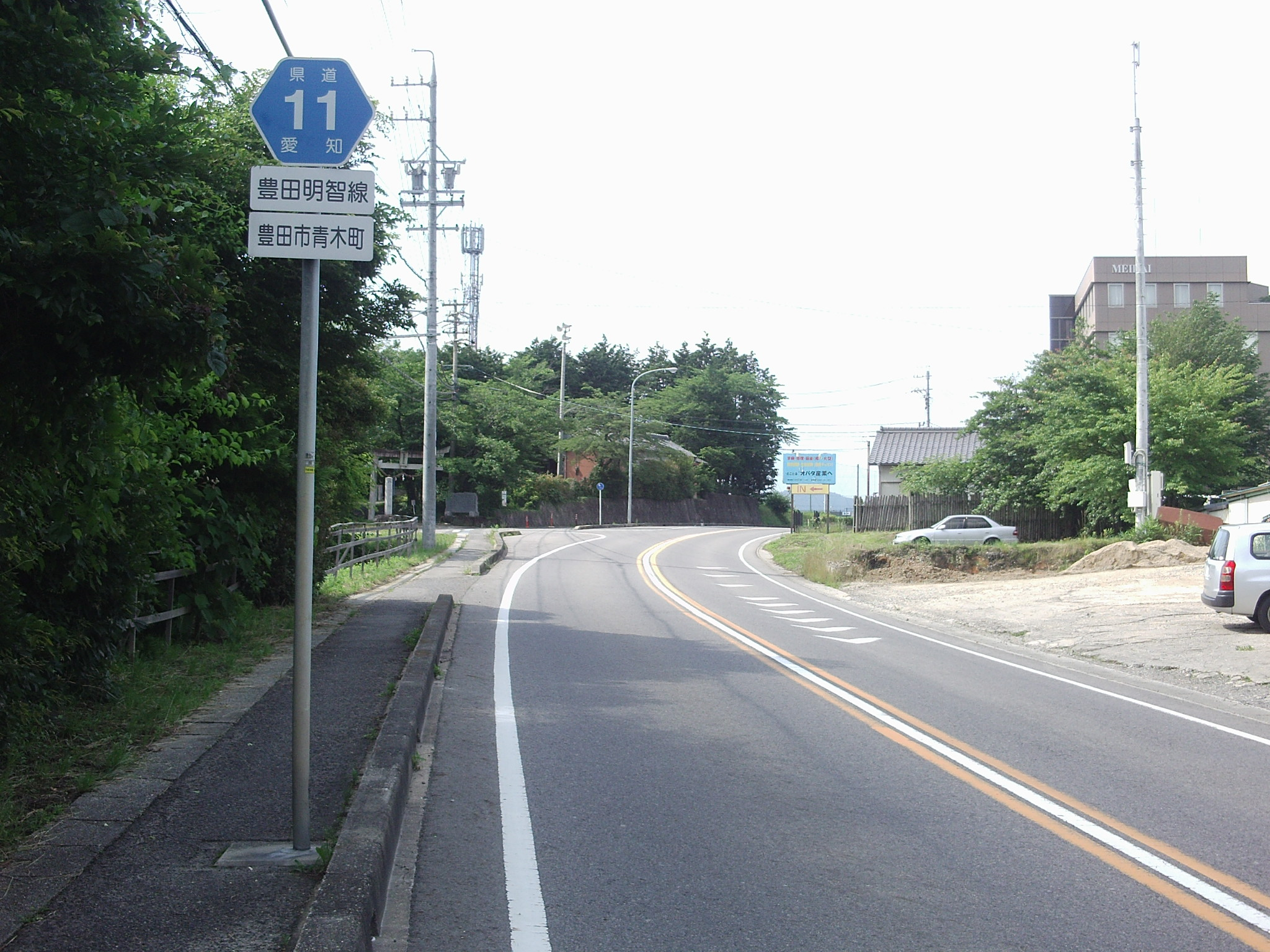
起点平戸橋町より少し北上した場所（愛知県豊田市青木町）

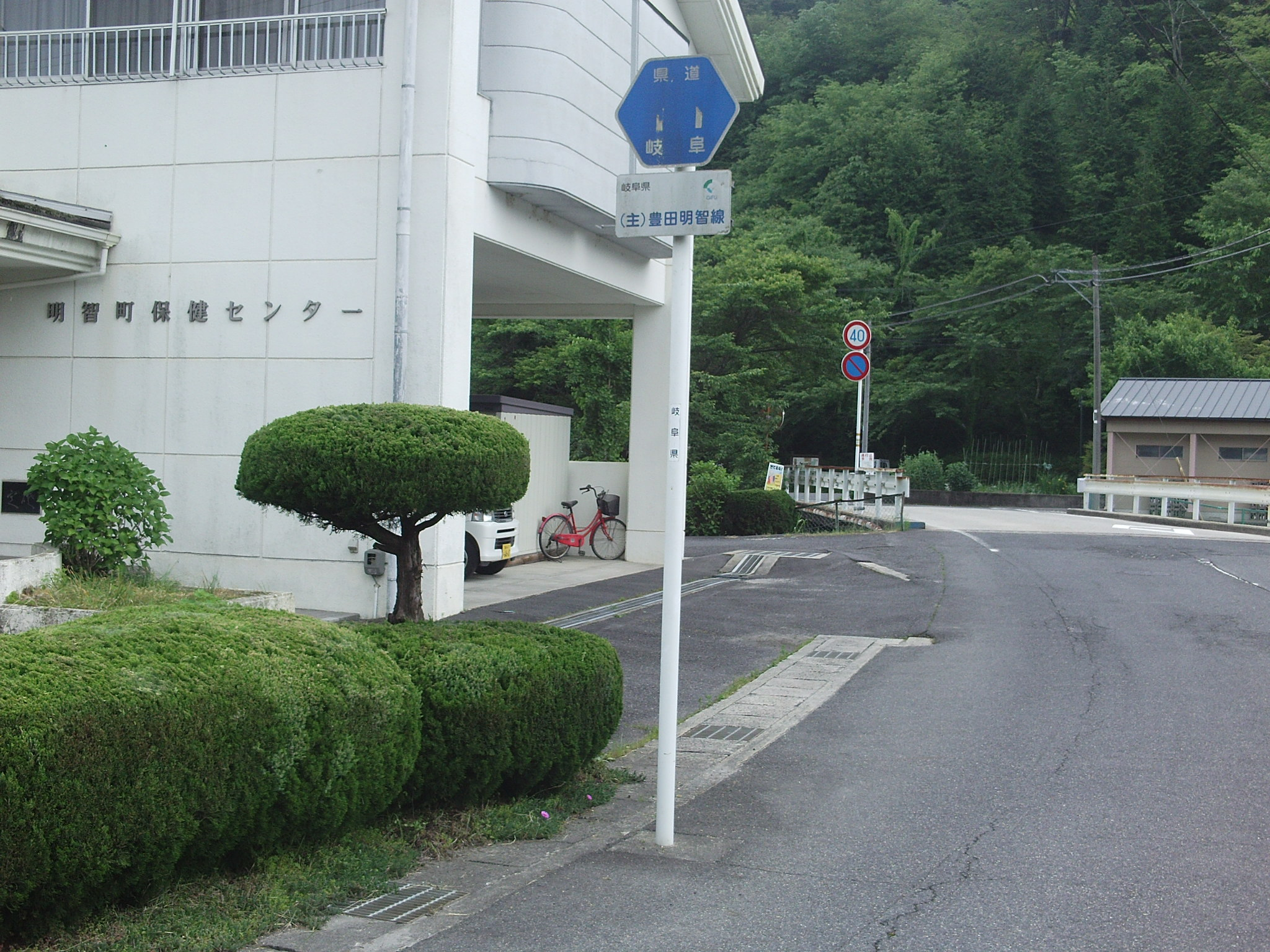
旧明智町中心部の南（岐阜県恵那市明智町）

- 国道153号（愛知県豊田市平戸橋町・平戸大橋西交差点、起点）
- 愛知県道58号名古屋豊田線（愛知県豊田市平戸橋町・平戸橋西交差点）
- 猿投グリーンロード 枝下IC（豊田市枝下町的場）
- 愛知県道350号北一色東広瀬線（豊田市西広瀬町市場・西広瀬町交差点）
- 愛知県道486号木瀬富田線（豊田市富田町井割場）
- 愛知県道33号瀬戸設楽線（豊田市下川口町水汲）
- 愛知県道33号瀬戸設楽線（豊田市上川口町梨ノ木）
- 愛知県道355号島崎豊田線（愛知県道490号笹戸小田木線 重複）（豊田市笹戸町）
- 愛知県道355号島崎豊田線（豊田市有間町）
- 愛知県道19号土岐足助線（豊田市小渡町七升蒔）
- 愛知県道356号大野瀬小渡線（豊田市小渡町船戸）
- 愛知県道355号島崎豊田線（豊田市島崎町）
- 愛知県道19号土岐足助線（豊田市下切町下切）
- 愛知県道20号瑞浪大野瀬線（豊田市浅谷町）
- 愛知県道20号瑞浪大野瀬線（豊田市浅谷町）
- 岐阜県道403号下明智線（岐阜県恵那市明智町横道）
- 国道363号（岐阜県恵那市・新町交差点、終点）

## 沿線

### 愛知県豊田市
- 勘八峡
- 愛知みずほ大学 豊田キャンパス（2013年をもって閉鎖）
- 矢作川
- 笹戸温泉
- 小渡温泉

### 岐阜県恵那市
- 日本大正村
- 明知鉄道明知線 明智駅